# Enfants durant la Première Guerre mondiale
 (mars 2019).
- Si vous ne connaissez pas le sujet, laissez ce bandeau (vous pouvez alors contacter les auteurs).
- Si vous supprimez le contenu mis en cause (vous pouvez préalablement contacter les auteurs),

argumentez précisément cette suppression dans la page de discussion
(un manque de référence n'est pas un argument ; une recherche réelle de référence doit avoir été effectuée, être formellement documentée).
La violence de la Première Guerre mondiale s’impose sur toute la société et n’épargne personne, même pas les enfants. En effet, la Première Guerre mondiale fait plus d'un million d'orphelins mais aussi des réfugiés par milliers.
En plus d’être victimes, ils sont également acteurs de ce conflit mondial. Surnommés Petits combattants de l'arrière, ces enfants apportent leur contribution dans l'effort de guerre. Tout d’abord, ils peuvent aider à collecter de l'argent en participant aux actions de solidarité. Ils sont aussi très utiles dans les travaux des champs. Ils aident les adultes dans les commerces et les foyers. De plus, par manque d'effectif dans l'armée, dans certains pays belligérants, les adolescents de 16 à 18 ans sont mobilisés afin de pallier le manque de soldats.
Des documents étayent la présence parmi les troupes de jeunes adolescents ayant moins de 16 ans. Ces adolescents volontaires, qui falsifiaient leur date de naissance et/ou leur identité pour s'engager au combat de manière illégale, et qui constituaient une minorité peu visible et encore peu étudiée par les historiens, étaient souvent interceptés puis jugés par les autorités pour vagabondage.
Par ailleurs, les enfants sont à la fois des cibles et des instruments de la propagande à travers la presse, les affiches ou encore le matériel pédagogique et ludique. Cette propagande se généralise au cours de la guerre.

## Les enfants victimes de la guerre

### Orphelins
La Première Guerre mondiale a fait plus de 1,35 million de soldats morts et donc 986 000 orphelins. Ces orphelins subissent des conditions de vie difficiles. Les États n'ont pas prévu d'aides aux orphelins au début du conflit. Ce problème suscite une réaction du gouvernement. En France, à partir de juillet 1917, l'État instaure l'Office national des pupilles de la nation, un programme visant à encadrer les enfants de soldats morts pendant la guerre pour les loger, les nourrir et les scolariser jusqu'à leur majorité. 

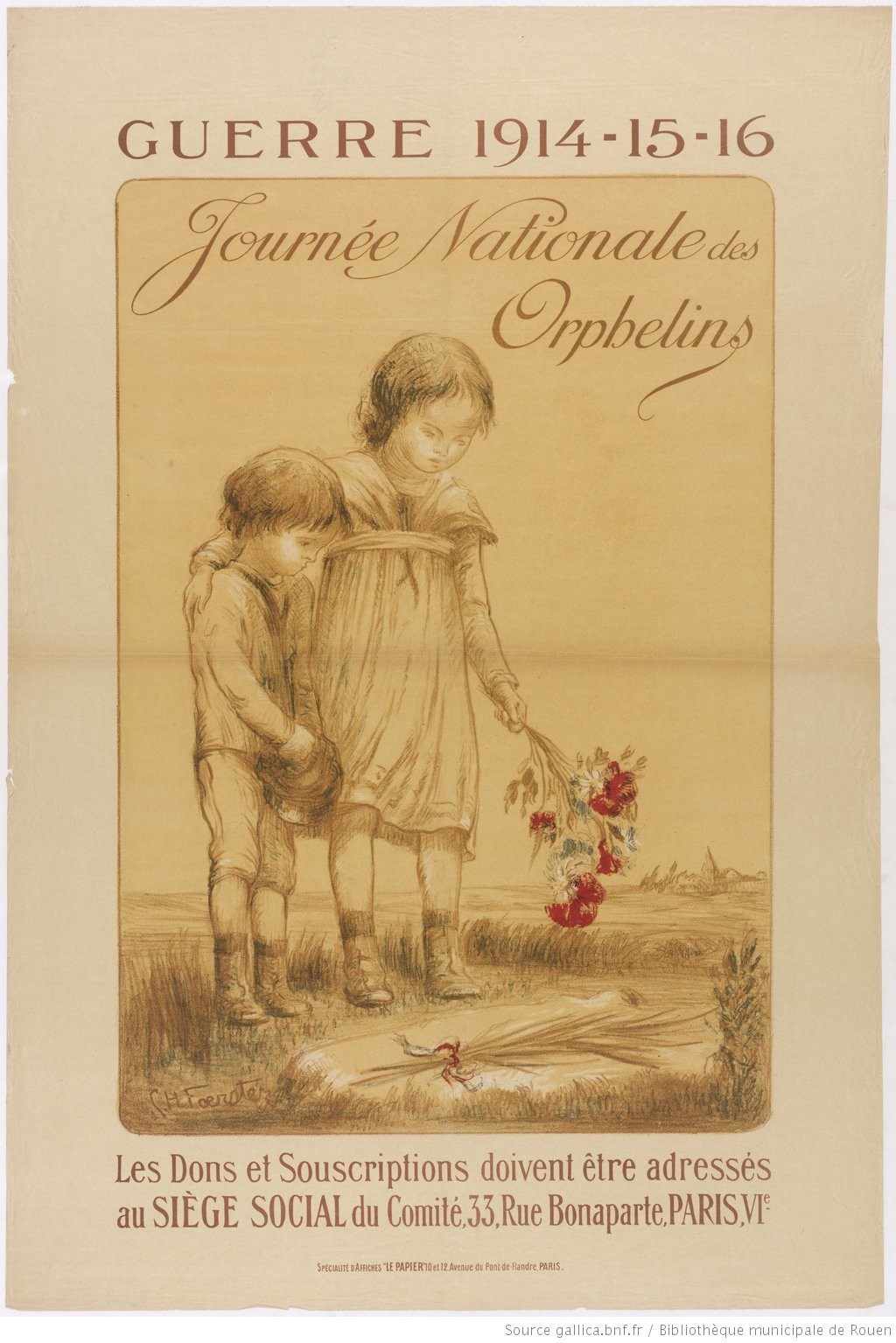
Affiche pour la Journée des Orphelins par Foerster, Charles H. en 1916

### Enfants réfugiés
Des milliers d'enfants doivent quitter leur maison en raison du conflit. Ils font partie des populations civiles réfugiées. Les enfants sont déplacés avec leur famille mais aussi tout seuls. Certains se retrouvent isolés. Dans ce contexte, les premières mesures d'urgence pour aider les réfugiés sont mises en place. Il s'agit de trouver un endroit pour loger les enfants, pour les scolariser.

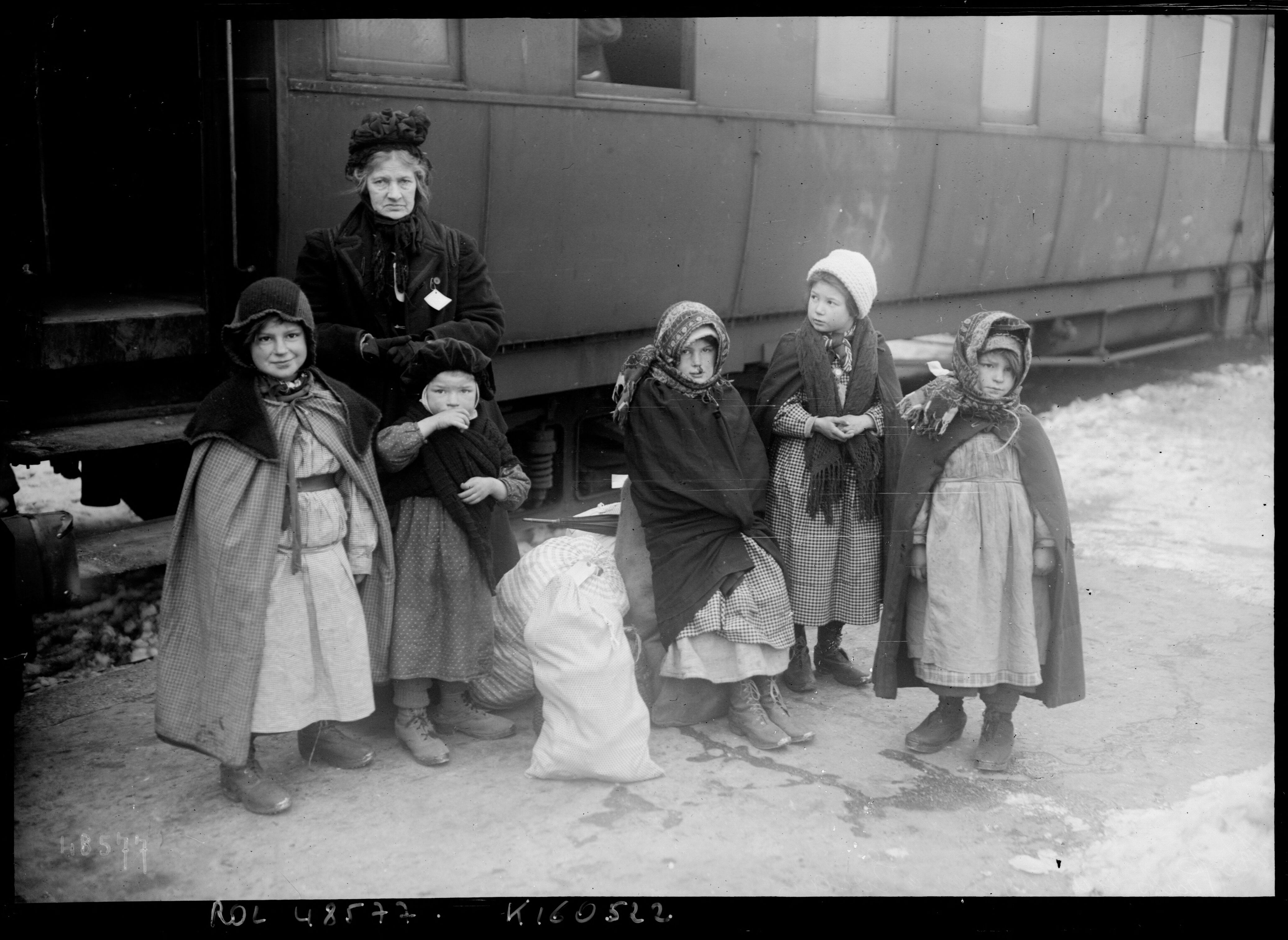
Enfants réfugiés sur le quai de la gare d'Evian par l'Agence Rol. Agence photographique

## Les enfants et les jeunes mobilisés
En plus d'être victimes, les enfants sont également acteurs de ce conflit mondial.

### Mobilisation des jeunes dans l'armée
Les jeunes enfants sont mobilisés afin de servir leur patrie. Ils sont nommés Petits combattant de l'arrière. Ils ont joué un rôle important en tant que soldats. Par manque d'effectif dans l'armée pour la guerre, les pays belligérants ont mobilisé les adolescents de 16 à 18 ans. Ce fut le cas de Corentin Jean Carré. Âgé de 15 ans, il a menti sur son âge afin d'aller combattre au front auprès des hommes. C'est un des plus jeunes soldats morts durant la Première Guerre mondiale. Ces jeunes, en manque d'expérience ne sont pas préparés psychologiquement aux horreurs de la guerre. Beaucoup d'adolescents ayant survécu à cette guerre ont été marqués par des traumatismes.

### Mobilisation des jeunes au travail

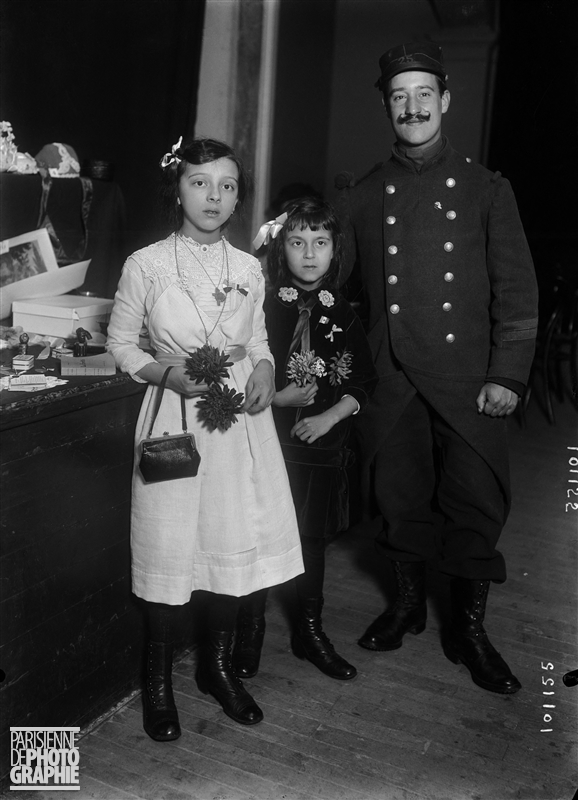
Vente de charité

Tout d’abord, les enfants apportent une contribution financière. En effet, grâce à leur épargne, ils participent aux secours aux poilus, prisonniers, orphelins... Ils participent aux actions de solidarité. Par exemple, lors des journées patriotiques, on leur demande de quêter sur la voie publique. On demande également aux jeunes filles de tricoter des vêtements afin de les envoyer aux soldats sur le front. C'est l'exemple de Françoise Dolto, née le 6 novembre 1908, qui a raconté comment elle a tricoté des écharpes pour les soldats partis au front. D'autres documents racontent que des jeunes filles et garçons participent à des représentations afin de récolter des fonds.
Ils contribuent également à l’économie de guerre en ramassant des marrons qui sont nécessaires à la fabrication de l’acétone, et récoltent des chiffons de coton afin de faire de la poudre. 
Ces jeunes enfants remplacent en quelque sorte le rôle des hommes partis au front. Ils aident à cultiver les terres en friche, travaillent dans les champs, dans les usines. Ils travaillent en tant que tourneurs d’obus, poinçonneurs de casques, vendeurs de journaux et livreurs. Bien qu’ils soient très mal payés (1/4 du salaire d’un homme et 1/2 du salaire d’une femme), ce petit montant est nécessaire afin d’aider leurs mères.  

## Les enfants cibles de la propagande

### Les affiches et la presse
Durant la Première Guerre mondiale, les enfants sont des cibles et aussi des instruments de la propagande de guerre, à travers la presse ou les affiches. Les supports les plus couramment utilisés sont les cartes postales, les affiches publicitaires, les timbres, etc. Cette propagande se généralise partout, en particulier à l'école ou à l’église. 
Les enfants sont instrumentalisés à travers la propagande, et ce notamment dans le but de mobiliser les adultes au combat. Cette propagande est également utilisée après la guerre dans le but de relancer la natalité. Les représentations des enfants à des fins de propagande de guerre s'appuient majoritairement sur deux images : l'enfant innocent et l'enfant héroïque.   
L'enfant innocent est déclaré victime de la guerre et représente la raison de combattre et doit être protégé afin d’éveiller le patriotisme.      
La figure de l'enfant héroïque est très couramment utilisée afin de motiver les adultes. Les enfants sont alors présentés en patriote ou en soldat.     

### Propagande militariste à l'école
L'école est le lieu où se développe une propagande à destination des enfants et des jeunes. En France, Albert Sarraut, ministre de l'instruction publique et des Beaux-arts, exige un enseignement orienté sur la guerre : cela va de la morale au calcul, des dictées aux examens de certificat d'études. Les cahiers d'exercice des écoliers témoignent de cela. [De plus, il existe aussi des manuels de préparation militaire, où l'on découvre des exercices gymnastiques, des consignes pour le maniement d'armes... Cependant, une usure à cette obsession guerrière se fait sentir en 1916. Le thème n'est plus abordé systématiquement dans les cours. L'héroïsation de la perte et de la souffrance prend le dessus sur l'héroïsme et la glorification de la guerre,.

La guerre au cœur des devoirs

### Propagande de la littérature jeunesse
La propagande se diffuse aussi en dehors de l'école, dans les loisirs des enfants. La littérature jeunesse dans tous les pays en guerre est influencée par des thèmes militaristes. En France comme en Allemagne, des albums pour enfants racontent des histoires de guerre. Ces histoires mettent en scène des soldats au front ou des soldats en train d'être mobilisés au moment de la déclaration de guerre.

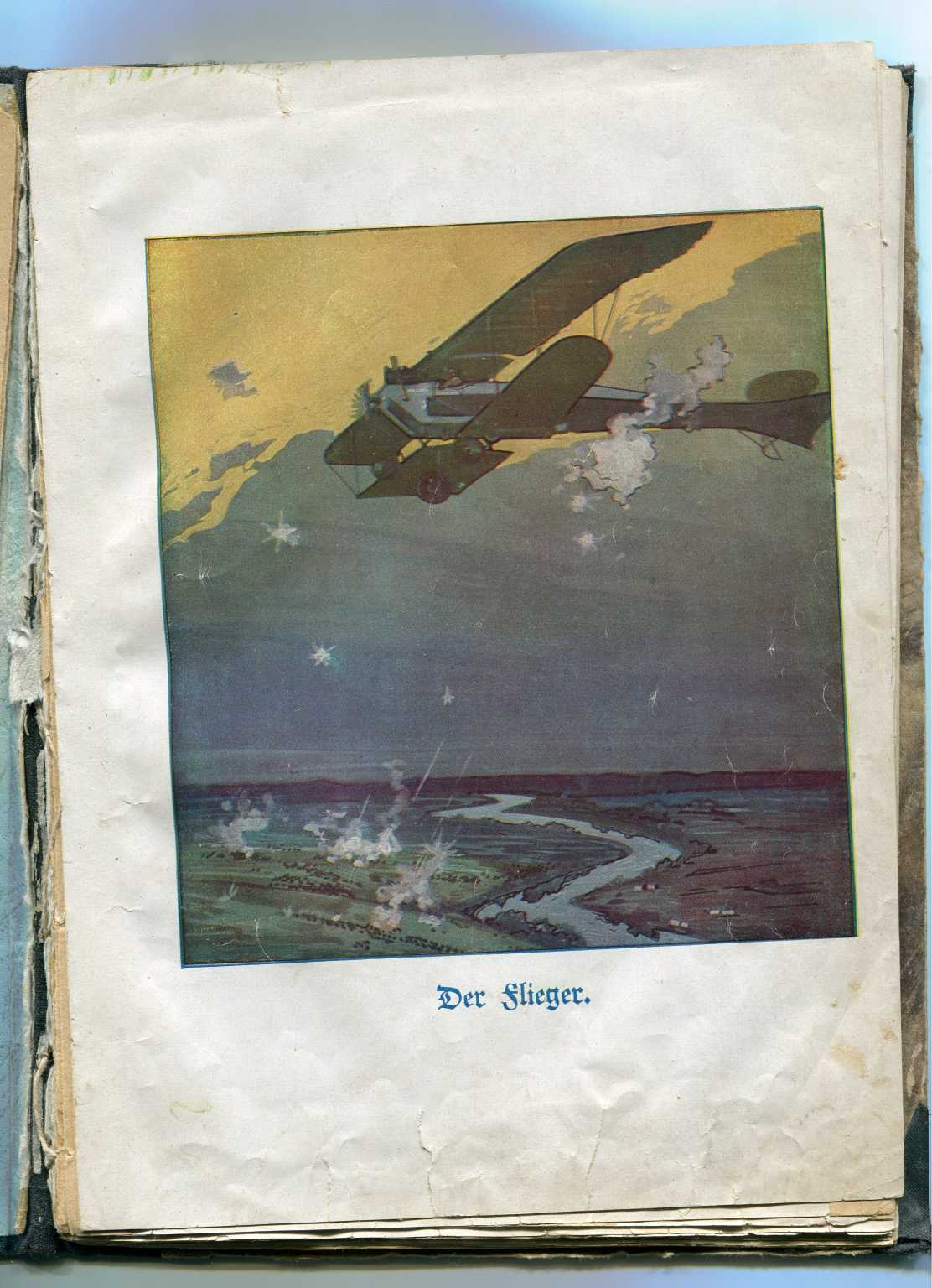
Petit avion

## La guerre vue par les enfants

### Les dessins
Pendant la Première Guerre mondiale les enfants ont exprimé leur ressenti à travers leurs dessins. Les historiens, ont étudié ces sources pour comprendre quelle vision  les enfants ont de la guerre. En France, certaines écoles élémentaires ont conservé les dessins des élèves, c'est le cas de l'école de la rue Sainte-Isaure à Montmartre. Les enseignants ont demandé aux enfants de dessiner leur vie quotidienne. Leurs dessins montrent leurs conditions de vie et les événements qui bouleversent leur famille. Certains dessins ont été exposés dans des musées comme le Musée Le Vieux Montmartre.

### Les lettres et les témoignages
Durant la Première Guerre mondiale, des centaines de milliers de lettres et cartes postales circulent quotidiennement du front à l'arrière, et inversement. Ces lettres sont un moyen de communiquer pour les soldats avec leur famille, beaucoup de lettres de poilus ont été conservées. Mais les enfants ont aussi écrit à leurs proches mobilisés en écrivant des cartes postales et de lettres. Certaines de ces lettres sont exposées dans des musées.